# Pufajkások
A „pufajkások” azon karhatalmi fegyveres erők közkeletű elnevezése, melyek a szovjet hadsereg segítőjeként részt vettek az 1956-os forradalom és szabadságharc leverésében, és az új rendszer (Kádár-rendszer) megszilárdításában. A budapestiek Kádár-huszároknak is nevezték őket.
Ha nem néznénk a világkommunizmus érdekeit, Nagy Imre bandája már rég a föld alatt lenne
A „pufajkások” fő erejét Budapesten a megalakuló Kádár-kormány hadügyminisztériuma, később a belügyminisztérium által felállított reguláris csapatok, a „Forradalmi Karhatalmi Ezredek” képezték, de ezek mellett a kormány (különösen a kezdeti időkben) például az ÁVH egyes ezredeit is igénybe vette; s tevékenységükhöz sokszor félreguláris csapatok is csatlakoztak. A karhatalom megszervezésére főképp azért volt szükség, mivel a magyar néphadsereg erői nem vagy csak vonakodva álltak a Kádár-kormány mellé, noha sok honvédtiszt maga is pufajkát öltött és részt vett az atrocitásokban. A „pufajkás” elnevezés a karhatalmi erők jellegzetes „egyenruhájáról” – pontosabban, egyenruha híján viselt szokott öltözékéről, az orosz mintára gyártott vattakabátról (pufajka) kapta a nevét.
A pufajkások több olyan akcióban vettek részt a fővárosban és vidéken – például Egerben, Gyomán, Miskolcon, Pécsen, Salgótarjánban, Tatabányán és Zalaegerszegen – amelyek sok civil áldozattal jártak.
A karhatalmat 1957. április 30-án oszlatta fel több átszervezés után az Elnöki Tanács, de valójában az év végéig még működött. A Forradalmi Honvéd Tiszti Ezred, amelyet a budapesti karhatalmi ezredekből hoztak létre, 1957. december 20-áig működött.

## Előzmények
A magyar forradalmi eseményekre válaszul az Szovjetunió Kommunista Pártja (SZKP) október 30-án kezdődött kongresszusán (már másnapra) határozat született arról, hogy a Budapestről kivont, illetve a kelet felé tartó csapatok vonulási irányát meg kell fordítani. 31-én délután a Záhony közelében lévő, mintegy 15 km hosszú menetoszlop szabályos hátraarcot csinált,[forrás?] és megindult a belső területek felé, az Ukrajnában állomásozó csapatok pedig felkészültek a követésükre. A Budapestet elhagyó erők 20-25 kilométer megtétele után letértek az utakról, és beásták magukat.
Kádár János november 1-jén elhangzott, hangszalagról közvetített beszédében még „népünk dicsőséges felkeléséről” és „az ország függetlenségéről” beszélt, „amely nélkül nincs, nem lehet szocializmus”, valójában azonban már Münnich Ferenc társaságában szökésben volt Moszkva felé, ahol azt kérte elvtársaitól, hogy gyorsan és kíméletlenül cselekedjenek, mert „napokon belül az egész felkelés átalakul nemzeti háborúvá a Szovjetunió ellen”. A támadás november 4-én 5:00-kor indult. A szovjet általános támadásnak, melynek fő célpontjai a laktanyák és az egyéb ellenállási gócpontok voltak, november 7-éig legalább 35 magyar honvéd esett áldozatul.
Valószínűleg Kádár és magyar elvtársai (de lehet, hogy a szovjetek) voltak a fő értelmi szerzői a karhatalmi ezredek felállításának, ezt magyar részről november 5-én Szolnokon határozták el. Kádár Uszta Gyula vezérőrnagyot bízta meg a Honvédelmi Minisztérium Katonai Tanácsának (HMKT) megszervezésével, melynek feladata a karhatalom megalakítása volt párthű munkásokból, funkcionáriusokból, ÁVH-sokból és kommunista hadseregtisztekből, hosszabb távon pedig egy új, rendszerhű honvédség felállítása. Uszta, a HMKT elnöke posztsztálinista tisztekkel (Gyurkó Lajos, Ilku Pál, Ugrai Ferenc, Kovács Imre, Borbás Máté, Csémi Károly, Pesti Endre) állította fel a szervezetet.

## A karhatalom megszervezése

### Katonai jellegű alakulatok

#### A feltételek megteremtése
A karhatalmi egységek megszervezése egymással párhuzamosan folyt Budapesten és külön-külön az egyes megyékben is.
Kezdetben a néphadsereg újjászervezésére gondoltak. November 8-án az Elnöki Tanács és a Forradalmi Munkás-Paraszt Kormány közös rendeletet adott ki a Magyar Forradalmi Karhatalom felállításáról, amely elsősorban a katonákat célozta meg, de ők nem mozdultak meg. November 9-én egy, „Münnich Ferenc, a fegyveres erők minisztere" aláírással kibocsátott közleménnyel Budapesten is megkezdődött a szervezés: ebben nem volt szó karhatalomról, pusztán a Budapest területén szolgálatot teljesítő honvédeket szólította szolgálatfelvételre való jelentkezésre. Ez sokakat megtévesztett, mivel reguláris szolgálattételre szívesebben jelentkeztek, mint karhatalmi szolgálatra (amelytől a honvédek jelentős része vonakodott, nem csekély részük azonban nem). Vidéken még csekélyebb volt a siker: jobbára csak a volt ávh-s, belügyis csapatokat tudták újjászervezni, fegyverbe szólítva maradékukat s az egyéb, párt-, állami, szakszervezeti vezetőket.

#### A katonai jellegű karhatalmi erők létszáma
1956. november végére a budapesti karhatalmi erők létszáma a következőképp alakult:
| alakulat            | létszám (fő) |  |
| 1. karhatalmi ezred | 1030         |  |
| 2. karhatalmi ezred | 1130         |  |
| 3. karhatalmi ezred | 1150         |  |
| Hodosán-csoport     | 477          |  |
| Pestvidéki csoport  | 162          |  |
| összesen            | 3949         |  |

A későbbiekben a létszám jelentősen tovább nőtt, főképp vidéken, ahol szintén megszervezték a karhatalom alegységeit. A csúcspont körül összesen 10 360-an szolgáltak a karhatalom egységeiben (Budapesten 4 450-en, vidéken 5 910-en), miközben a hadsereg létszáma 43 086 fő volt.

#### A három katonai karhatalmi ezred
Már november 8-án megkezdődött az 1. Forradalmi Karhatalmi Ezred megszervezése. Uszta Gyula vezérőrnagy és HMKT-elnök magához rendelte Csémi Károly alezredest, a kecskeméti 5. hadosztály parancsnokát, aki elfogadta Uszta felkérését, hogy álljon az 1. ezred élére. Ennek magját az a hat századnyi (494 főnyi) ÁVH-s és belügyes tiszt képezte, akik már a Dózsa György út-Lehel út sarkán álló Sport tiszti iskolában várták a bevetést. November 11-én a honvédségtől bevonultatott tisztek is csatlakoztak hozzájuk és aznap a rádió is bejelentette az első karhatalmi ezred felállítását. Az ezred „hivatalos” megalakulásának dátumának november 9-e tekinthető (az ezred megalakulását dokumentáló november 11-ei Ol. sz. Ezredparancs szerint). Az október végén Kiskunhalasól Budapestre vezényelt 37. gyalogezred legénységének egy részét megkérdezésük nélkül osztották be a karhatalmi ezredbe.
A 2. Forradalmi Karhatalmi Ezred, mely az 1. ezredhez hasonlóan Pesten végezte a „rendcsinálást”, november 17-én alakult. Magját a Zrínyi Katonai Akadémia tisztjei képezték, akik egy része szívesen vett részt a „munkában”, más részüket megtévesztéssel (ld. Münnich Közleményét) és rábeszéléssel, vagy fenyegetéssel vették rá a részvételt biztosító Tiszti Nyilatkozat aláírására. Parancsnoka Borbás Máté vezérőrnagy. Az Ezredet a kerepesi úti Hunyadi Laktanyában pártiskolásokból, -funkcionáriusokból és volt partizánokból megalakult századokkal bővítették.
A legfelderít(het)etlenebb egység a 3. Forradalmi Karhatalmi Ezred, mely a 2. ezredhez hasonlóan Pesten végezte a „rendcsinálást”, magját szintén Zrínyi Katonai Akadémia a 2. ezredhez hasonló körülmények közt csatlakozó tisztjei képezték. Parancsnoka Borbás Máté vezérőrnagy. Az Ezredet a kerepesi úti Hunyadi Laktanyában pártiskolásokból, -funkcionáriusokból és volt partizánokból megalakult századokkal bővítették. Az ezred olyan repülő- és légvédelmi tiszt egységekkel bővült 1050 fősre, melyek a forradalmi küzdelmekben is kitűntek. Az egyik legkeményvonalasabb reguláris (katonai) ezred volt (különösen a székesfehérvári repülőkből alakult egységek), kíméletlenül verték le a még fegyverrel harcoló forradalmárcsoportokat (Széna tér).
Később megalakították a Belügyminisztérium Karhatalmi Ezredét, majd a Honvédelmi Minisztérium Karhatalmi Ezredét is.

#### Kiegészítő egységek
A reguláris ezredek kiegészítéseként olyan karhatalmi egységek is létrejöttek, mint a kb. félezer főből álló hírhedt Hodosán-csoport, vagy a 162 főből alakult Pestvidéki csoport.

### Rendőri és belügyi karhatalom
A pufajkás egységek mind a rendőrség, mind a honvédség keretein belül létrejöttek.
1956. december elején (15-ére) alakult meg a BM Rendőri Karhatalmi Ezred az 1. sz. karhatalmi ezred 6. (Orbán Miklós ÁVH-s ezredes vezette) századából, 1957. január 5-től a parancsnokságot Guba László ezredes vette át, az egységet három zászlóaljba szervezték. Az 1. zászlóalj a Mosonyi utcai rendőrlaktanyában gyülekezett, létszáma a megalakulásig folyton nőtt (1800, később 2000 főre), az 1. ezred 6. századán kívül hozzácsapódott a Partizán Szövetség 68 tagja, és egykori ún. „spanyolosok”. Az ezredhez ezeken kívül kommunista pártfunkcionáriusok, ávh-sok, belügyisek, tsz-elnökök, kb. 200 fő görög és jugoszláv emigráns kommunista is csatlakozott. A 2. zászlóalj a XII. ker. Böszörményi út rendőr tiszthelyettesi iskolájában, a 3. zászlóalj a Kerepesi úti Hunyadi laktanyában (később Szalvay Mihály laktanya) kapott elhelyezést. Az 1. és 2. zászlóalj budapesti feladatokat (párt- és kormányépületek védelme), a 3. zászlóalj főleg Nyugat-Magyarországon (de az ország más területein is) került bevetésre.
A Párton belül a karhatalom felállításának fő szorgalmazói és szervezői voltak: maga Kádár, Uszta Gyula, Münnich Ferenc és Czinege Lajos, azonkívül (például) Kaszás Ferenc, és Földes László. A kezdeti emberhiányt nem oldhatták meg a volt ÁVH/ÁVÓ-sok reaktiválásával a lakosság ellenséges hangulata miatt. Ekkor vált taggá sok fiatal karrierista párttag, illetve szimpatizáns (például Horn Gyula). A tagság politikai feddhetetlensége azonban erősen kétséges, a legvalószínűbb az, hogy mégiscsak volt kommunistákból állt ez az erő. Az ún. Belső Karhatalom szervezte a kormányszervek épületeinek védelmét Budapesten. Vidéken megyénként szerveztek karhatalmi zászlóaljakat, többnyire a budapestinél kisebb sikerrel.

## Jutalmuk
A karhatalomba jelentkezőknek rendkívül előnyös fizetési feltételeket teremtett az új hatalom, az átlagfizetésekhez és a rendvédelmi szervek forradalom előtti bérezéséhez képest is. Élelmezésük ingyenes volt, havi fizetésük minimum 1600-1800 forint volt.
A forradalom leverése során szétszóródott magyar néphadsereg tisztjeit jelentkezésre szólították fel és aki nem írta alá a következő nyilatkozatot, azt elbocsátották:
"Kijelentem, hogy feltétel nélkül csatlakozom az 1956. november 4-én megalakult Forradalmi Munkás-Paraszt Kormányhoz. Egyetértek azzal, hogy a népünket és hazánkat fenyegető ellenforradalmi veszély miatt szükséges volt kérni a baráti Szovjetunió kormánya, illetve a szövetséges szovjet hadsereg segítségét. Ünnepélyesen kijelentem, hogy a Forradalmi Munkás-Paraszt Kormány intézkedéseit magamra nézve feltétel nélkül kötelezőnek elismerem." (Az első napokban jelentkezett tisztek kétharmada megtagadta az aláírást és mint a karhatalmai ezredek belső lapjainak írásaiból kiderül, sokan az aláírásuk ellenére sem értettek egyet a nyilatkozat tartalmával.) A hűségesküre nem jelentkező, illetve a forradalmi eseményekben részt vevő honvédek közül sokan Kádár János ígéretei ellenére halálos ítéletekkel és súlyos börtönbüntetésekkel néztek szembe.

## Horn Gyula
Sólyom László köztársasági elnök 2007. június 4-én megtagadta, hogy Gyurcsány Ferenc miniszterelnök javaslatára a Magyar Köztársasági Érdemrend nagykeresztje polgári tagozata kitüntetést (a legmagasabb állami kitüntetést) adják át 75. születésnapján Horn Gyula volt szocialista kormányfőnek. A köztársasági elnök döntését azzal indokolta, hogy Horn 1956–57-ben karhatalmi alakulatban vett részt, ahol elmondása alapján a „törvényes rendet védte”, illetve ezen túlmenően, a forradalom 50. évfordulóján egy nyilatkozatban védelmébe vette a pufajkás alakulatok működését, arra hivatkozva hogy a felkeléssel sok bűnöző került szabadlábra.

## Külső hivatkozások
- a BM Karhatalmi Ezred tisztjei (fénykép)
- Szigethy Gábor: Vae Victis!, Kortárs, 48. évf. (2004), 9. szám
- Gosztonyi Péter: Az 1956-os népi ellenállás történetéből In: GLORIA VICTIS 1956, Mikes International, VI. évfolyam, 4. szám : Melléklet, 83–95. o., (ISSN 1570-0070)

## Ajánlott irodalom
- Berki Mihály: Pufajkások. Magyar Fórum Kiadó, Bp, 1993. ISBN 963-7738-10-X
- Kossuth-címer és pufajka. Az 1956-os forradalom és szabadságharchoz kötődő műtárgyak és dokumentumok a Laczkó Dezső Múzeumban; összeáll. Rainer Pál; Laczkó Dezső Múzeum, Veszprém, 2016
- A dolgozó népet szolgálták? Fegyveres testületek és pártirányításuk a szocializmusban; szerk. Ötvös István, Trieber Péter; NEB, Bp., 2018 (NEB könyvtár)